# Hypaeus triplagiatus
Hypaeus triplagiatus là một loài nhện trong họ Salticidae.
Loài này thuộc chi Hypaeus. Hypaeus triplagiatus được Eugène Simon miêu tả năm 1900.